# Евангелическая церковь Габона
Евангелическая церковь Габона (фр. Église Evangélique du Gabon) — христианская деноменация в Габоне, принадлежит к реформатской семье церквей.

## История
Церковь создана американскими миссионерами. Американский совет иностранных миссий работал в Габоне с 1842 по 1870 год. Совет зарубежной миссии Пресвитерианской церкви (США) работал с 1870 по 1913 год. Парижское миссионерское общество осуществляло миссию до 1961 года. В этом же году церковь стала независимой.  
Церковь претерпела несколько расколов в 1970-е годы. В 1997 году был образован Синод церкви. В апреле 2005 года несколько прежде отколовшихся групп церкви воссоединились. С этого времени церковь распространила свою деятельность на юг Габона. 

## Структура и внешние связи
Церковь имеет христианское вероисповедание, принимает Ла-Рошельское исповедание веры, является членом Всемирного совета церквей, Содружества христианских советов и церквей Центральной Африки. С 2004 года на служение в церкви принимаются женщины. В 2016 году в церкви насчитывалось 20 500 членов. В 2022 году президентом церкви стал Луи-Сильвен Аллого Энго.